# 35 Leucoteia
Leucoteia (asteroide 35) é um asteroide da cintura principal com um diâmetro de 103,11 quilómetros, a 2,3066987 UA. Possui uma excentricidade de 0,228466 e um período orbital de 1 888,21 dias (5,17 anos).
Leucoteia tem uma velocidade orbital média de 17,22561906 km/s e uma inclinação de 7,93736º.
Este asteroide foi descoberto em 19 de abril de 1855 por Robert Luther. Seu nome vem do personagem mitológico grego Leucoteia.